# Mikroregion Zbirožsko

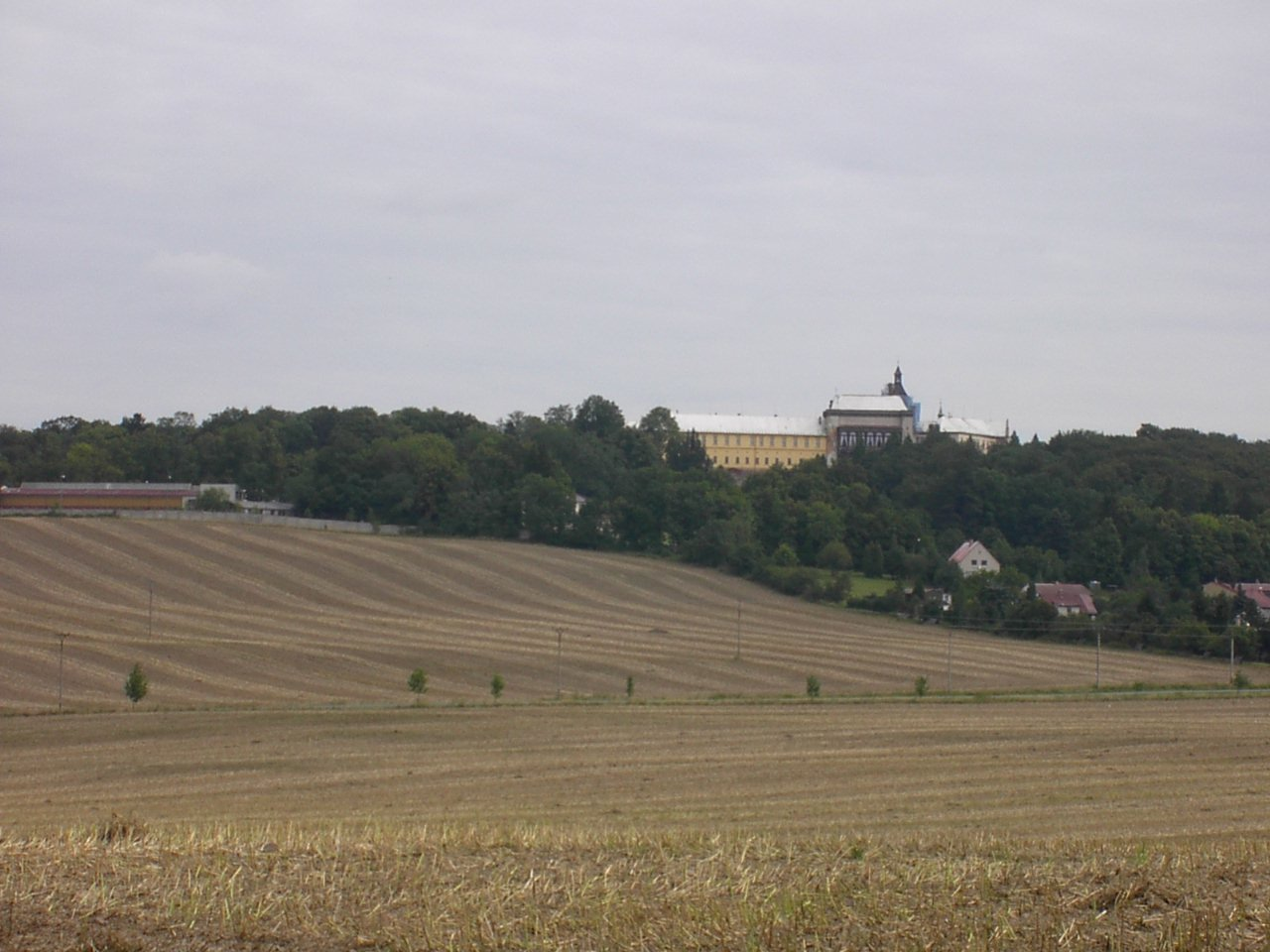
Pohled na zámek ve Zbiroze

Mikroregion Zbirožsko (dobrovolný svazek obcí) je svazek obcí v okresu Rokycany, jeho sídlem je Zbiroh a jeho cílem je koordinovaný postup orgánů místních samospráv ve věci rozvoje území mikroregionu Zbirožsko, zvýšení kvality života ve venkovských oblastech. Sdružuje celkem 11 obcí a byl založen v roce 2000.

## Obce sdružené v mikroregionu
- Cekov
- Drahoňův Újezd
- Kařez
- Kařízek
- Lhota pod Radčem
- Líšná
- Ostrovec-Lhotka
- Plískov
- Sirá
- Týček
- Zbiroh